# 鶴岡城
鶴岡城（日语：／ Tsurugaokajō）又名大寶寺城（日语：／ Daihoujijō），是日本鎌倉時代至明治時代出羽國田川郡庄內（山形縣鶴岡市馬場町）曾經存在的一座平城。

## 概要
藤澤周平的小說《花痕》便是以鶴岡城為舞台。
鶴岡城位於鶴岡市的中心部份，在江戶時代是庄內藩的藩廳，由三重護城河和土壘包圍。城池被拆毀後，由本丸與二之丸改建而成鶴岡公園是日本櫻名所100選之一，園內種有730棵櫻花樹。此外，城址附近建有多項建築物，分別是東北地方現存唯一的藩校致道館、致道博物館以及慶應義塾大學先端生命科學研究所等等。
本丸附近約500米由護城河、土壘和塀包圍，中央部份的本丸御殿則是藩主的住所、黑書院、白書院和各種房間，總共有六口水井，並未有建造天守。此外，本丸西北方建有兩層的御隅櫓，東南方則有枡形的中之御門。二之丸則包圍本丸而建，四邊總長1.18千米，而由護城河、土壘和塀包圍的東南方則建有兩層櫓，東邊是大手門，西邊和北邊均建有城門。二之丸外由三之丸包圍。

## 歷史
鎌倉時代，藤原秀鄉後裔武藤資賴在奧州合戰中站在源賴朝一方並且立下戰功，其後資賴獲賞賜出羽國大泉莊作為領地，可是資賴其後獲任命為大宰府的少貳，導致必須他前往九州上任（即少貳氏家祖），因此他便將大泉莊交給其弟武藤氏平管治，他便改名為大泉氏平。室町時代的正平8年或文和2年（1353年）至正平24年（1369年）期間，大泉長盛入主大寶寺，並且興建了大寶寺城，其後改以大寶寺為姓，直至戰國時代，大寶寺城均是大寶寺氏的居城。天文元年（1532年），大寶寺城遭到一族的砂越氏攻擊而焚毀，因此大寶寺氏第15任當主大寶寺晴時便將居城從大寶寺城搬至尾浦城，而大寶寺城則改作為支城。
天正16年（1587年），越後的上杉氏派本庄繁長進攻庄內地方，在十五里原之戰中取得勝利。自此大寶寺城成為上杉景勝的囊中物，然而景勝只讓數十騎人馬駐守，導致在天正18年（1590年），以藤島城為據點的一揆於太閤檢地期間輕易便攻下由芋川親正防守的大寶寺城。一揆被鎮壓後，直江兼續視大寶寺城為戰略要地，繼以擴建，並且派木戶元齋擔任城代。慶長6年（1601年），由於景勝從屬的西軍在關原之戰中戰敗，上杉氏亦因而被減封至米澤，庄內則加封予屬於東軍的最上義光的領地，義光計劃在此城隱居，便命新關久正擔任城代，並且改建城池。當時，久正興建了本丸御殿、黑木書院和廚房，護城河和土壘亦加以整頓，並且在二之丸興建家臣居住的屋敷。其後在慶長8年（1603年），由於最上川的河口位置酒田湊出現一隻大龜，作為吉兆便將位於酒田的東禪寺城改名為龜岡城的同時，將大寶寺城更名為鶴岡城。
元和8年（1622年），最上氏被改易，鶴岡城改由信濃松代的酒井忠勝入主，領受庄內14萬石。自此酒井氏便以鶴岡城作為本城，直至廢藩置縣為止。寶永5年（1708年），第6代藩主酒井忠真在二之丸的東北方興建了稻荷神社，此後歷代藩主均對神社祟敬有加，而且每年一度的祭日時會開放讓城下町的住民入城見參拜，就算鶴岡城被拆毀後神社依然保持原好模樣，深受當地民眾的敬仰。明治元年（1868年），戊辰戰爭爆發，作為譜代大名的酒井氏參與了奧羽越列藩同盟以佐幕派身份作戰。明治8年（1875年），鶴岡城被拆毀，本丸二之丸改作鶴岡公園，本丸遺址則在明治10年（1877年）改建為莊內神社。

## 交通
- 最接近車站：JR東日本鶴岡站（距離約1.5公里）[5]